# Har Adar
Har Adar (en hebreo:   הַר אֲדָר  ) es un asentamiento israelí localizado en Cisjordania (Palestina). Según el sistema administrativo palestino, este asentamiento se ubica en la gobernación de Jerusalén, mientras que según el israelí está en el Área de Judea y Samaria. Fundado en el año 1986, fue declarado Concejo local en 1995. Según la Oficina Central de Estadísticas de Israel, en diciembre de 2010 contaba con una población total de 3426 habitantes.
La ONU y la comunidad internacional considera que los asentamientos israelíes en Cisjordania son ilegales según la Cuarta Convención de Ginebra, de la que Israel es miembro y cuyo artículo 49 especifica que «la Potencia ocupante no podrá efectuar la evacuación o el traslado de una parte de la propia población civil al territorio por ella ocupado». El gobierno israelí no está de acuerdo con esta posición.
Para su construcción, las autoridades israelíes expropiaron terrenos de los pueblos palestinos adyacentes, pertenecientes a Cisjordania:
- 627 dunams en 1986 de Biddu. Los colonos también se apoderaron de tierras de Biddu para crear el puesto avanzado ilegal de Giv’at Zima.[3]
- 456 dunams en 1986 de Beit Surik.[4]
- 36 dunams en 1986 de Qatanna.[5]